# ロヴレ・カリニッチ
ロヴレ・カリニッチ（Lovre Kalinić、1990年4月3日 - ）は、クロアチア・スプリト出身のプロサッカー選手。クロアチア代表。ハイデュク・スプリト所属。ポジションは、ゴールキーパー。

## クラブ経歴

### ハイドゥク・スプリト
地元クラブのHNKハイドゥク・スプリトで育成され、2011年4月23日のNKスラヴェン・ベルポ戦でトップチームデビュー。
その後、下位クラブへのレンタルを繰り返したが、イゴール・トゥドール監督が指揮した2013-14シーズンにレギュラーを獲得した。
2015-16シーズン、8試合・775分間無失点のリーグ新記録を樹立。
2016-17シーズン序盤はUEFA EURO 2016に参加したことでマリヤン・プシュニク監督から休息を与えられた。2016年7月28日のUEFAヨーロッパリーグ 2016-17予選・FCオレクサンドリーヤ戦で復帰し早速クリーンシートを達成。2016年9月、新たに5年契約を結んだ。最終的に7シーズンの在籍で公式戦134試合に出場した。

### ヘント
2016年12月27日、KAAヘントへの移籍が発表された。移籍金はクロアチアのゴールキーパーおよびKAAヘント史上最高額の310万ユーロとみられる。

### アストン・ヴィラ
2018年12月21日、アストン・ヴィラFCと2023年までの契約を結ぶことが発表された。翌年1月1日に正式に加入する。

### トゥールーズ
2020年1月20日、2019-20シーズン終了までトゥールーズFCにレンタル移籍した。

### ハイドゥク・スプリト(第二次)
2021年より古巣のハイドゥク･スプリトにレンタル移籍で復帰。

## 代表経歴
2018年5月、2018 FIFAワールドカップのメンバーに選出された。しかし、本大会ではダニエル・スバシッチがレギュラーを務めたため、自身の出場は、グループステージ突破を決めたGS第3戦アイスランド戦のみに留まった。その後は大会終了後にスバシッチが代表を引退すると、レギュラーに定着。しかし低調なパフォーマンスから信頼を失い、若手のドミニク・リヴァコヴィッチにポジションを奪われ、2022 FIFAワールドカップのメンバーからも落選した。

## 代表歴

### 出場大会
- クロアチア代表
  - 2018 FIFAワールドカップ

### 試合数
- 国際Aマッチ 19試合 0得点（2014年-2019年）[9]

| クロアチア代表 | 国際Aマッチ | 国際Aマッチ |
| 年             | 出場        | 得点        |
| -------------- | ----------- | ----------- |
| 2014           | 1           | 0           |
| 2015           | 1           | 0           |
| 2016           | 4           | 0           |
| 2017           | 3           | 0           |
| 2018           | 7           | 0           |
| 2019           | 3           | 0           |
| 通算           | 19          | 0           |